# Un monde meilleur (chanson)
Pour les articles homonymes, voir Un monde meilleur.
Singles de Keen'v
Saltimbanque
(2014) Rien qu'une fois
(2015)
Un monde meilleur est le premier extrait de l'album Là où le vent me mène du chanteur Keen'v sorti en septembre 2015.
Le clip sort le 18 septembre sur YouTube.

## Classement par pays
| Classement (2015)                       | Meilleure position |
| --------------------------------------- | ------------------ |
| France (SNEP)                           | 50                 |
| Belgique (Wallonie Ultratop 50 Singles) | 1                  |